# (23625) Gelfond
(23625) Gelfond (1996 WX) – planetoida z pasa głównego asteroid okrążająca Słońce w ciągu 3,36 lat w średniej odległości 2,24 j.a. Odkryta 19 listopada 1996 roku.